# 쉿! 그놈을 부탁해
《쉿! 그놈을 부탁해》는 2021년 5월 28일부터 SKY 채널에서 방송된 드라마이다.

## 기획 의도
쓰레기 같은 남자들에게 상처받은 여자들의 의뢰를 받아 대신 복수를 해주는 여자 주인공 복수해와 복수해가 가는 곳마다 나타나는 남자 폴준의 이야기

## 제작진

### 제작
- 임영진 : ( ocn 월화드라마 《그남자 오수》(제작총괄), sbs 수목드라마 《다시만난 세계》(프로듀서), E채널 드라마 《라이더스》(제작총괄), tvn 드라마《식샤를 합시다》(조연출) 등

### 연출
- 이정훈 : ( SBS플러스 금요드라마 《유부녀의 탄생》(연출), SBS플러스 수요드라마 《수요일 오후 3시 30분》(연출), SBS 아침일일연속극 《해피시스터즈》(조연출), OCN 수목미니시리즈 《애간장》(연출), SBS 토요드라마 《미스 마 - 복수의 여신》(공동연출), SBS 아침 일일연속극 《수상한 장모》 등 연출 )

### 극본
- 자인 방사랑

## 등장 인물

### 주요 인물
- 김슬기 : 복수해 역 - 전설의 절친이자, 정신적 지주로 쓰레기 같은 남자들에게 상처 받은 여자들의 의뢰를 받아 대신 복수해준다.
- 송지은 : 전설 역 - 파리 날리는 네일샵의 사장이지만, 알고보면 슈퍼첩자의 DNA를 갖고 있는 삼총사의 브레인 천재해커
- 이주우 : 나공주 역 - 네일샵의 건물주이자 행동주인
- 강율 : 폴 준 역 - 요리 천재이자 얼굴 천재인 인기 셰프

### 그 외 인물
- 이윤경

## 시청률

### 2020년
최저 시청률과 최고 시청률은 시청률 조사회사와 지역별로 시청률에 차이가 있을 수 있습니다.
| 2021년 | 2021년 | 2021년         | 2021년         | 2021년       | 2021년 |
| 회차   | 방송일 | TNmS 시청률    | AGB 시청률     | AGB 시청률   |        |
| 회차   | 방송일 | 대한민국(전국) | 대한민국(전국) | 서울(수도권) |        |
| ------ | ------ | -------------- | -------------- | ------------ | ------ |
| 제1회  |        | %              | %              | %            |        |
| 제1회  | %      | %              | %              |              |        |
| 제2회  |        | %              | %              | %            |        |
| 제2회  | %      | %              | %              |              |        |
| 제3회  |        | %              | %              | %            |        |
| 제3회  | %      | %              | %              |              |        |
| 제4회  |        | %              | %              | %            |        |
| 제4회  | %      | %              | %              |              |        |
| 제5회  |        | %              | %              | %            |        |
| 제5회  | %      | %              | %              |              |        |
| 제6회  |        | %              | %              | %            |        |
| 제6회  | %      | %              | %              |              |        |
| 제7회  |        | %              | %              | %            |        |
| 제7회  | %      | %              | %              |              |        |
| 제8회  |        | %              | %              | %            |        |
| 제8회  | %      | %              | %              |              |        |
| 제9회  |        | %              | %              | %            |        |
| 제9회  | %      | %              | %              |              |        |
| 제10회 |        | %              | %              | %            |        |
| 제10회 | %      | %              | %              |              |        |
| 제11회 |        | %              | %              | %            |        |
| 제11회 | %      | %              | %              |              |        |
| 제12회 |        | %              | %              | %            |        |
| 제12회 | %      | %              | %              |              |        |
| 제13회 |        | %              | %              | %            |        |
| 제13회 | %      | %              | %              |              |        |
| 제14회 |        | %              | %              | %            |        |
| 제14회 | %      | %              | %              |              |        |
| 제15회 |        | %              | %              | %            |        |
| 제15회 | %      | %              | %              |              |        |
| 제16회 |        | %              | %              | %            |        |
| 제16회 | %      | %              | %              |              |        |

## 같이 보기
- 대한민국의 텔레비전 드라마 목록 (ㅅ)
- 2021년 대한민국의 텔레비전 드라마 목록